# Port City FC
 Port City FC este un club de fotbal din Guernsey.